# Championnat de France de hockey sur glace 1988-1989
Saison précédente Saison suivante
La saison 1988-1989 est la 68e saison du championnat de France de hockey sur glace élite qui porte le nom de Nationale 1A. 

## Nationale 1A

### Équipes engagées
| Amiens Bordeaux Briançon Gap Grenoble Paris Rouen St-Gervais Tours Villard |

Les dix équipes engagées sont les suivantes :
- Écureuils d'Amiens
- Girondins de Bordeaux
- Diables Rouges de Briançon
- Français Volants de Paris
- Aigles bleus de Gap
- Brûleurs de loups de Grenoble
- Aigles du Mont-Blanc
- Dragons de Rouen
- Mammouths de Tours
- Ours de Villard-de-Lans

### Formule de la saison
Les dix équipes se rencontrent dans un premier temps dans une série de matchs aller-retour. À l'issue de cette première phase, les six meilleures équipes sont qualifiées pour la poule d'accession aux play-offs tandis que les quatre autres sont regroupées en une poule jouant pour le maintien (avec conservation des points acquis lors de la première phase). Lors de cette de deuxième phase, les poules se déroulent en double aller-retour. Puis viennent les play-offs pour les équipes concernées. Ils se jouent au meilleur des trois matchs.

#### Première phase
À l'issue des matchs de la première phase, les résultats sont les suivants :
|                               | Pts | MJ | V  | N | D  | BP  | BC  | Diff |
| ----------------------------- | --- | -- | -- | - | -- | --- | --- | ---- |
| Français Volants de Paris     | 26  | 18 | 12 | 2 | 4  | 106 | 62  | +38  |
| Dragons de Rouen              | 25  | 18 | 10 | 5 | 3  | 98  | 74  | +24  |
| Diables Rouges de Briançon    | 24  | 18 | 10 | 4 | 4  | 103 | 50  | +53  |
| Gothiques d'Amiens            | 23  | 18 | 10 | 3 | 5  | 95  | 82  | +13  |
| Brûleurs de loups de Grenoble | 18  | 18 | 8  | 2 | 8  | 87  | 64  | +23  |
| Ours de Villard-de-Lans       | 17  | 18 | 7  | 3 | 8  | 71  | 89  | -18  |
| Mammouths de Tours            | 16  | 18 | 7  | 2 | 9  | 68  | 96  | -28  |
| Girondins de Bordeaux         | 13  | 18 | 6  | 1 | 11 | 70  | 98  | -28  |
| Aigles du Mont-Blanc          | 12  | 18 | 5  | 2 | 11 | 61  | 86  | -25  |
| Aigles bleus de Gap           | 6   | 18 | 1  | 4 | 13 | 63  | 121 | -58  |

#### Deuxième phase

##### Poule Play-offs
|                               | Pts | MJ | V  | N | D  | BP  | BC  | Diff |
| ----------------------------- | --- | -- | -- | - | -- | --- | --- | ---- |
| Dragons de Rouen              | 32  | 20 | 15 | 2 | 3  | 134 | 75  | +59  |
| Français Volants de Paris     | 28  | 20 | 13 | 2 | 5  | 117 | 78  | +39  |
| Diables Rouges de Briançon    | 25  | 20 | 12 | 1 | 7  | 96  | 85  | +11  |
| Gothiques d'Amiens            | 19  | 20 | 9  | 1 | 10 | 99  | 93  | +6   |
| Brûleurs de loups de Grenoble | 11  | 20 | 5  | 1 | 14 | 57  | 100 | -43  |
| Ours de Villard-de-Lans       | 5   | 20 | 2  | 1 | 17 | 70  | 142 | -72  |

##### Poule Maintien
|                       | Pts | MJ | V | N | D | BP | BC | Diff |
| --------------------- | --- | -- | - | - | - | -- | -- | ---- |
| Aigles bleus de Gap   | 16  | 12 | 7 | 2 | 3 | 72 | 56 | +16  |
| Aigles du Mont-Blanc  | 14  | 12 | 7 | 0 | 5 | 58 | 44 | +14  |
| Mammouths de Tours    | 10  | 12 | 4 | 2 | 6 | 59 | 69 | -10  |
| Girondins de Bordeaux | 8   | 12 | 4 | 0 | 8 | 50 | 70 | -20  |

#### Play-offs
- En match de classement pour la cinquième place, les Brûleurs de loups de Grenoble battent les Ours de Villard-de-Lans 2 matchs à 0.

|  | demi-finale                | demi-finale               |                    |   | finale | finale |
|  | demi-finale                | demi-finale               |                    |   | finale | finale |
|  |                            |                           |                    |   |        |        |
|  |                            |                           |                    |   |        |        |
|  |                            |                           |                    |   |        |        |
|  | Dragons de Rouen           | 1                         |                    |   |        |        |
|  | Dragons de Rouen           | 1                         |                    |   |        |        |
|  | Gothiques d'Amiens         | 2                         |                    |   |        |        |
|  | Gothiques d'Amiens         | 2                         | Gothiques d'Amiens | 1 |        |        |
|  |                            |                           | Gothiques d'Amiens | 1 |        |        |
|  |                            | Français Volants de Paris | 2                  |   |        |        |
|  | Français Volants de Paris  | Français Volants de Paris | 2                  | 2 |        |        |
|  | Français Volants de Paris  |                           |                    | 2 |        |        |
|  | Diables Rouges de Briançon | 0                         |                    |   |        |        |
|  | Diables Rouges de Briançon | 0                         | 3e place           |   |        |        |
|  |                            |                           |                    |   |        |        |
|  |                            |                           |                    |   |        |        |
|  |                            |                           |                    |   |        |        |
|  | Dragons de Rouen           | 2                         |                    |   |        |        |
|  | Dragons de Rouen           | 2                         |                    |   |        |        |
|  | Diables Rouges de Briançon | 0                         |                    |   |        |        |
|  | Diables Rouges de Briançon | 0                         |                    |   |        |        |

#### Bilan de la saison
Les Français Volants sont champions et reçoivent la troisième coupe Magnus de leur histoire. 
Les trophées récompensant les joueurs sont les suivants :
- Trophée Albert-Hassler : Yves Crettenand (Rouen)
- Trophée Charles-Ramsay : André Côté (Briançon)
- Trophée Jean-Ferrand : Petri Ylönen (Rouen)
- Trophée Jean-Pierre-Graff : non décerné
- Trophée Raymond-Dewas : Vladimir Loubkine (Amiens) et Claude Verret (Rouen)
- Trophée Marcel-Claret : Aigles du Mont-Blanc

## Division 3

### Classement de la Seconde Phase

#### Zone Nord
1. Galaxians d'Amnéville
2. Chiefs de Garges
3. HC Yerres
4. CPM Croix
5. Drakkars de Caen II
6. Albatros de Brest
7. Les Lions de Belfort

#### Zone Sud
1. Bélougas de Toulouse
2. Boucaniers de Toulon
3. Ours de Villard-de-Lans II
4. Vipers de Montpellier
5. Lynx de Valence
6. Pessac HCO[1]

### Carré Final
1. Galaxians d'Amnéville
2. Chiefs de Garges
3. Bélougas de Toulouse
4. Boucaniers de Toulon

Les Galaxians d'Amnéville sont Champions de France de Division 3 et sont promus en Division 2 tout comme les Chiefs de Garges et les Boucaniers de Toulon.